# Pablo de Santa Maria
Selemoh-Ha Levi, ou Pablo de Santa Maria (frequentemente traduzido Paulo de Santa Maria), conhecido como O Burguense ( Burgos, de 1350 † Cuevas de San Clemente, Burgos, 29 de agosto de 1435), foi um judeu castelhano que se converteu ao cristianismo e tornou-se arcebispo, chanceler-mor, exegeta e poeta.
Recebeu uma educação judaica completa em Burgos, onde foi rabino-chefe, mas, depois de ter ouvido pregar Vicente Ferrer, renunciou o judaísmo, se converteu ao cristianismo e foi batizado com o nome de Pablo Garcia de Santa Maria (julho 1390 coincidindo com os ataques mais terríveis sobre as comunidades judaicas durante a Idade Média). Se separou da esposa e criou seus filhos, incluindo o futuro humanista e bispo de Burgos Alfonso de Cartagena.
Voltou-se para a vida da igreja, estudou teologia em Paris e Avinhão, cidade onde viveu pontífice, que em 1395 promoveu-o à diácono de Treviño (cujo exercício foi baseado na Catedral de Burgos, e não o Concelho Treviño). Henrique III sugeriu-lhe o bispado de Cartagena (1401) e nomeou-o seu conselheiro e tutor do príncipe João, futuro D. João II de Castela. Em 1407, após a morte de Pero López de Ayala, foi nomeado chanceler-mor de Castela. Foi também conselheiro de Fernando de Antequera, rei de Aragão. Em 1415 foi eleito bispo de Burgos.
Dois de seus filhos seguiu a carreira eclesiástica e política, atingindo vários cargos episcopais e responsabilidades na política castelhana; Alfonso de Cartagena e Gonzalo de Santa María. Meses antes de sua morte, foi nomeado por Eugene IV Patriarca de Aquileia. Nesta sede, foi sucedido por seu filho Alfonso, então embaixador regional no Concílio de Basileia. Foi afastado da vida da corte e em seu testamento, ele deixou todos os seus bens aos pobres.
Faleceu em 30 de agosto de 1435 na cidade de Burgos. Seu corpo foi sepultado na capela do antigo Convento de São Paulo de Burgos, da Ordem dos Dominicanos.

## Obras
- Las siete edades del mundo ou Edades trovadas,
- Suma de crónicas de España, Generación de Jesucristo, Cena del Señor
- Dialogus Pauli et Sauli contra Judæos, sive Scrutinium scripturarum" (Mântua, 1475; Mogúncia, 1478; Paris, 1507, 1535; Burgos, 1591).

Obra composta no final de sua vida, para a qual goza de fama internacional sob a alcunha de "O Burguense". Exposições em diálogo, em primeiro lugar os erros dos judeus e os descontos e, em seguida explica os mistérios da fé cristã. Teve várias edições, as datas mais famosas de 1591 e sua biografia tem o preâmbulo, o trabalho de Cristobal de Santotis.
- "Additiones" à "Postilla" de Nicolau de Lira (Nuremberg, 1481; 1485; 1487, etc.; Veneza, 1481, 1482, etc.)
- De nomine divino quæstiones duodecim" (Utrecht, 1707)